# Samprati
Samprati ( c. 224- c. 215 a. C.) fue un emperador de la dinastía Maurya. Era hijo de Kunala, el hijo ciego de Asoka, y sucedió a su primo, Dasharatha, como emperador del Imperio Maurya.

## Reclamación al trono
Kunala era hijo de Padmavati, una de las reinas de Asoka, (que era jainista), pero fue cegado por una conspiración, en la que pretendía derrocar a su padre para reclamar el trono. Así, Kunala fue reemplazado por Dasharatha como heredero al trono. Kunala vivió en Ujjain, donde se crio Samprati. Años después de habérsele negado el trono, Kunala y Samprati se acercaron a la corte de Asoka, en un intento de reclamar la sucesión. Asoka no podía entregar el trono a su hijo ciego, pero prometió hacer heredero a Samprati, después de Dasharatha.

## Reinado
Según la tradición jaina, gobernó durante 53 años. El texto jaina, Pariśiṣṭaparvan, menciona que gobernó tanto desde Pataliputra como desde Ujjain.

## Samprati y el jainismo
Samprati está considerado como el «Asoka jainista», por su patronazgo y esfuerzos por extender el jainismo en la India del este. Estuvo influido por las enseñanzas de un monje jaina, Suhastin y envió a sabios jainistas al extranjero para extender las enseñanzas jainistas. Samprati fundó monasterios jainas por todo el imperio, incluso en territorio no-ario.